# Червеноморска лястовица
Червеноморска лястовица (Petrochelidon perdita) е вид птица от семейство Лястовицови (Hirundinidae).

## Разпространение
Видът е разпространен в Судан.